# 陳書昕
陳書昕（英語：Sheena Chan，2002年5月11日—），香港女演員及模特兒，畢業於香港浸會大學環球螢幕演技藝術學士。曾參與拍攝過不少音樂錄像，於2021年開始參演電影及電視劇。

## 簡歷
陳書昕於香港出生，曾就讀國際基督教優質音樂中學暨小學，畢業於香港浸會大學電影學院和取得環球螢幕演技藝術學士學位。就學期間曾多次出演音樂錄像、參與電影及電視。於香港浸會大學在學期間，參與了電影《填詞L》拍攝。2024年主演電影《寄了一整個春天》。

## 演出作品

### 電視劇（ViuTV）
- 2023年：《那年盛夏我們綻放如花》 飾 欺凌楊悅盈的女學生
- 2024年：《十七年命運週期》 飾 少年蔡曼青[4]

### 電影
- 2021年：《假冒女團》 飾 實習生
- 2024年：《填詞L》 飾 豬精[5]
- 2024年：《寄了一整個春天》 飾 何潔詠[6]
- 2025年：《不赦之罪》 飾 梁恩晴[7]

### 音樂錄像
2021年
- 衛詩 - 一知半解
- 張敬軒 - On my way

2023年
- 邱鋒澤 - 浮木
- 柳應廷 - Dear Children
- Gentle Bones - Hey You

2024年
- 歐鎮灝 - BF
- 泳兒 - 撞到正
- 林家謙 - 有你聽我的故事
- 呂爵安、陳凱詠 - 漸漸我們

2025年
- 馮允謙 - 吉卜力

### 舞台劇
2022年
- HK3AMI：《奇幻書屋》（音樂劇）[8]

2023年
- 新域劇團：《豐子愷》[9]

2024年
- 香港浸會大學：香港浸會大學環球螢幕演技藝術學士（榮譽）2024畢業班展演[10]

2025年
- 香港話劇團、西九文化區：《大狀王》[11]

## 音樂作品

### 單曲
| 曲目     | 曲目                | 曲目   | 曲目   | 曲目   | 曲目   | 曲目                                    |
| -------- | ------------------- | ------ | ------ | ------ | ------ | --------------------------------------- |
| 推出日期 | 曲目                | 作曲   | 填詞   | 編曲   | 監製   | 備註                                    |
| 11月20日 | Something About You | 馮之行 | 冬誠樟 | 馮之行 | 馮之行 | 電影《寄了一整個春天》插曲 與邱彥筒合唱 |